# Palacio Olímpico de Tiflis
El Palacio Olímpico de Tiflis (en georgiano: ოლიმპიური სასახლე) es un estadio cubierto situado en la ciudad-capital de Tiflis (Georgia). Fue construido en especial para la celebración del Festival Olímpico de la Juventud Europea de 2015.
Una vez finalizada su construcción, el día 13 de julio de 2015 este estadio fue inaugurado por el entonces Primer Ministro del país, Irakli Garibashvili. 
El complejo tiene una capacidad total para 3600 personas en eventos deportivos y para unas 4000 personas en eventos musicales.
Cabe destacar que cuenta con dos salas que son capaces de albergar competiciones deportivas, tanto de balonmano, baloncesto, voleibol, judo, lucha, fútbol sala, esgrima, así como otros deportes y torneos.
Desde su construcción el estadio ha sido la sede oficial del Gran Premio de Tiflis de Judo (2015-2016-2017...).
También aquí ha tenido lugar la ronda del Grupo A de la Clasificación para la Eurocopa de fútbol sala de 2018 que se celebró desde el 24 al 27 de enero de 2017, el cuarto Campeonato de Europa de Wushu y el Campeonato Mundial de Balonmano Masculino Juvenil de 2017 que se celebró desde el 8 al 20 de agosto.
El 9 de agosto el Palacio Olímpico fue anunciado como la nueva sede encargada de acoger el Festival de la Canción de Eurovisión Junior 2017, después de que el Palacio de Deportes de Tiflis con capacidad para unas 10 000 personas se considerara como inadecuado para la organización del eurofestival. Se espera que Georgia repita el mismo recinto para el festival de 2025.